# Chicla (distrito)
O Distrito peruano de Chicla é um dos trinta e dois distritos que formam a Província de Huarochirí, situada no Departamento de Lima, pertencente a Região Lima, na zona central do Peru.

## Transporte
O distrito de Chicla é servido pela seguinte rodovia:
- PE-22A, que liga o distrito à cidade de Mala
- PE-3NG, que liga o distrito à cidade de San Pedro de Cajas (Região de Junín)
- PE-22, que liga o distrito de Ate (Província de Lima) à cidade de La Oroya (Região de Junín) [1][2][3]